# Sinkrotron
Sinkrotron (V. Veksler i, neovisno, E. M. McMillan, 1945.) ubrzava elektrone i protone. U njemu se magnetsko polje povećava tijekom ubrzanja jedne skupine čestica, tako da je polumjer zakrivljenosti njihovih staza stalan, pa se one gibaju po istoj kružnoj putanji unutar torusne komore. Prvi veliki sinkrotroni bili su Cosmotron u Brookhaven National Laboratory (BNL), Upton, New York, SAD (1952., energija protona 3 GeV); Bevatron u Lawrence Berkeley National Laboratory, Berkeley, Kalifornija, SAD (1954., 6 GeV) i sinkrotron (Synchrophasotron) u Dubni, bivši Sovjetski savez (1957., 10 GeV). Premda su magneti bili torusni, promjeri staza i torusa od stotinjak i više metara zahtijevali su vrlo velike magnete, pa je to ograničavalo dosezanje bitno viših energija. Početkom 1950-tih rješenje je nađeno u načelu jakog fokusiranja snopa nabijenih čestica, što se postiže zamjenom masivnoga magnetskih torusa nizom magneta u kojima se jakost magnetskoga polja naizmjence poprečno (radijalno) povećava ili smanjuje. To je načelo omogućilo mnogo preciznije vođenje snopa ubrzanih čestica i time smanjenje presjeka i ukupne mase magneta i tako otvorilo mogućnost prema višim energijama ubrzivača čestica (akcelerator čestica).
Najveći sinkrotron s jakim fokusiranjem jest LEP (engl. Large Electron–Positron Collider), sagrađen 1989. u istraživačkom centru CERN. Smješten je u kružnom tunelu opsega 27 kilometara, ubrzavao je elektrone i pozitrone velikih energija. Veliki protonski sinkrotroni s jakim fokusiranjem snopa pomaknuli su energetske granice, osobito nakon povećanja magnetske indukcije supravodičkim magnetima. Tako je u Fermilabu u Bataviji, SAD, u tunelu sinkrotrona promjera 2 kilometra izgrađen dodatni prsten sa supravodičkim magnetima. U tom prstenu, koji čini ubrzivač Tevatron, protoni se ubrzavaju do energije od 1 TeV (1 012 eV), odnosno do milijun puta veće energije od prvih ubrzivača s početkom 1930-ih. Veliko povećanje energije raspoložive za proučavanje međudjelovanja čestica postignuto je razvojem i izgradnjom spremnika čestica, odnosno spremničkih prstenova. <

## Ubrzivač čestica
Akcelerator čestica', ubrzivač čestica ili sudarivač je uređaj u kojem se električki nabijene čestice (elektroni, protoni, ioni i druge) stalnim ili izmjeničnim električnim poljima ubrzavaju do visokih kinetičkih energija. Konačna energija čestica ovisi o vrsti akceleratora. Akcelerator čestica upotrebljava se u fizici elementarnih čestica za istraživanje strukture tvari (stvaranje novih elementarnih čestica i istraživanje nepoznatih svojstava osnovnih međudjelovanja), u nuklearnoj medicini za liječenje zračenjem, u industriji za neke tehnološke procese (sterilizacija, polimerizacija), ispitivanje materijala, proizvodnju radionuklida i drugo.
Akcelerator čestica sastoji se od triju glavnih dijelova: 
- od izvora električki nabijenih čestica,
- od vakuumske komore u kojoj se čestice ubrzavaju i od
- uređaja koji stvaraju električna polja potrebna za ubrzavanje.

Prvi akceleratori bili su oni sa stalnim naponom između krajeva vakuumske komore. Oni su stoga linearni, a čestice se ubrzavaju jednim prolazom kroz električno polje. Prema načinu stvaranja visokog napona na elektrodama, akcelerator čestica tog tipa jest kaskadni, Cockcroft-Waltonov (John Cockcroft i Ernest Walton, 1932.), i elektrostatički, Van de Graaffov (Robert J. Van de Graaff, 1931). Cockcroft-Waltonov akcelerator čestica prikladan je i kao izvor neutrona putem nuklearnih reakcija deuterona s deuterijem ili tricijem. Takav je neutronski generator izgrađen 1956. u Institutu "Ruđer Bošković" u Zagrebu. Bio je to prvi hrvatski nuklearni akcelerator i jedan od rijetkih u svijetu u to doba, a izgradila ga je skupina fizičara i elektroničara pod vodstvom M. Paića, i to vlastitim snagama, u skladu s tadašnjim tehnološkim mogućnostima, a u suradnji s tvornicama "Rade Končar" i "Radio industrijom Zagreb" (RIZ). Iz njegovih se tehničkih podataka vidi da je energija deuterona bila 200 keV, struja deuterona do 20mA, intenzitet neutrona 108/s za 2,5 MeV neutrone, a 1010/s za 14 MeV neutrone.
Tehničke granice u dosezanju visokih napona ograničuju i energije čestica ubrzanih u prvim akceleratorima. Rješenje je nađeno u višekratnom ubrzavanju kroz polje nižeg napona. To je 1932. prvi načinio Ernest Orlando Lawrence s ciklotronom, a zatim je to načelo primijenjeno u svim potonjim tipovima akceleratora. Oni se prema gibanju čestica dijele na linearne rezonantne i na kružne akceleratore. U kružne se ubrajaju ciklotron, sinkrociklotron, betatron i sinkrotron.

### Transmutacija
Kod transmutacije (pretvorbe) kemijskih elemenata mogu se zbiti različite promjene. Tako na primjer može iz atomske jezgre izletjeti jedan proton (redni broj elementa se snizuje za jedan) ili alfa-čestica (redni broj elementa se snizuje za dva), ili se neutron pretvori u proton, pa izleti elektron (redni broj elementa se povisuje za jedan). U nekim slučajevima pogođena jezgra izbaci pozitron, pa se redni broj snizuje za jedan. Proučavanje promjena koje se zbivaju u atomskoj jezgri zadatak je nuklearne fizike ili fizike jezgre. Kao projektil za bombardiranje atomskih jezgara prilikom transmutacije elemenata služe alfa-čestice, neutroni, protoni i deuterij. Alfa-čestice dobivamo iz jednog radijeva preparata, protone dobivamo ionizacijom vodika, a deuterije ionizacijom teškog vodika. Neutroni nastaju prilikom bombardiranja berilija alfa-česticama. Pri tom nastaje ugljik, a otkinuta čestica je neutron s vrlo velikom brzinom. Ta se transmutacija predočuje ovom nuklearnom jednadžbom:
{\displaystyle \mathrm {_{4}^{9}N+_{2}^{4}He\rightarrow _{6}^{12}C+_{0}^{1}n} }
Projektili kojima gađamo atomske jezgre moraju imati veliku kinetičku energiju, to jest veliku brzinu. Ako su projektili pozitivno električni, kao na primjer protoni, deuterij i alfa-čestice, odbijat će se pozitivno nabijene atomske jezgre. Oko jezgre postoji naime jako električno polje koje odbija i skreće u stranu sve pozitivno nabijene projektile koji joj se približe. Zbog toga proton, deuterij i alfa-čestica neće prodrijeti u atomsku jezgru ako nemaju dovoljno veliku brzinu, već će skrenuti na stranu i opisati hiperbolu. Kod toga neće ni sama jezgra ostati na miru jer je odbijanje uzajamno. Dogodit će se neka vrsta elastičnog sraza, pa će projektil odletjeti na jednu, a jezgra na drugu stranu. Zato čestice kojima želimo prodrijeti u atomsku jezgru moraju imati vrlo veliku energiju koju dobivamo pomoću visokog električnog napona. Za dobivanje tako velikih energija koje služe kod transmutacije elemenata, odnosno istraživanja atomskih jezgara, upotrebljavaju se posebni uređaji za ubrzavanje čestica koji se zovu akceleratori čestica. Među te akceleratore spada i ciklotron.

## Sinkrotronsko zračenje
Sinkrotronsko zračenje su polarizirani elektromagnetski valovi cijeloga kontinuiranog spektra valnih duljina koje emitiraju električki nabijene čestice kada se brzinom bliskom brzini svjetlosti gibaju okomito na smjer magnetskoga polja. Može nastati u ubrzivačima čestica (sinkrotron) i u prirodi kada se elektroni gibaju kroz magnetska polja (na primjer zračenje radiogalaktika i ostataka supernovih djelomično je sinkrotronsko).

## Vanjske poveznice
|  | Zajednički poslužitelj ima još gradiva o temi Sinkrotron |